# Youssef En-Nesyri
Youssef En-Nesyri (en arabe : يوسف النصيري , en Amazighe:  ⵢⵓⵙⴰⴼ ⵏⵙⵉⵔⵉ ), né le 1er juin 1997 à Fès (Maroc), est un footballeur international marocain jouant au poste d'attaquant au Fenerbahçe SK.
Formé à l'Académie Mohammed VI, En-Nesyri quitte le Maroc à l'âge de dix-huit ans pour s'installer en Espagne où il entame sa carrière footballistique au Málaga CF en 2016. Deux saisons plus tard, il rejoint le CD Leganés. Après deux saisons étincelantes, En-Nesyri signe au Séville FC en 2020 et remporte la Ligue Europa à deux reprises : en 2020 et en 2023.
Il est connu pour son jeu aérien impressionnant. Il possède une détente et une grande puissance dans ses sauts, ce qui lui permet de remporter de nombreux duels aériens. Sa précision et sa technique dans le jeu de tête lui ont permis de marquer un grand nombre de buts de cette manière tout au long de sa carrière, notamment celui marqué contre le Portugal lors de la Coupe du monde 2022 qui lui a valu le surnom de «Air En-Nesyri».
En-Nesyri reçoit sa première sélection en 2016 sous Hervé Renard et débute à l'âge de dix-neuf ans. Il prend part à la Coupe d'Afrique 2017, la Coupe du monde 2018, la Coupe d'Afrique 2019, la Coupe d'Afrique 2021, la Coupe du monde 2022 et la Coupe d'Afrique 2023. Il est le meilleur buteur marocain en Coupe du monde avec trois buts.

## Biographie

### Carrière en club

#### Naissance et débuts au Maroc (1997-2015)
Né à Fès, Youssef En-Nesyri y grandit et commence le football dans l'équipe des jeunes du Maghreb AS. Il intègre par la suite l'Académie Mohammed VI, un des principaux centres de formation du Maroc, où il côtoie Hamza Mendyl, Nayef Aguerd et est entraîné par Nasser Larguet.
En 2014, il se rend en Angleterre pour effectuer des tests à Chelsea FC. Le joueur retourne rapidement au Maroc, ne supportant pas la température froide du nord. Lors de son retour, il dispute trois matchs amicaux contre le FC Séville, le Malaga CF et l'UD Almeria. Youssef En-Nesyri intéresse alors rapidement la direction du club malagais.
Nasser Larguet, dirigeant de l’académie durant de longues années et connu en France pour avoir occupé de nombreux postes à responsabilité, déclare à propos de la formation de ce dernier : « Ici, on estime qu’à 25 ans un joueur est encore jeune, mais à cet âge là, il ne lui reste plus beaucoup de temps. Les clubs doivent comprendre qu’à 18 ans, c’est le moment de donner leur chance à ces gamins. Le FUS le fait, le Wydad Casablanca l’a fait avec John Toshack. C’est donc possible. Je vais vous donner une statistique. Sur 18 joueurs de la génération 97-98 qui ont suivi le cursus de l’académie Mohamed VI, 17 ont signé un contrat pro. Parmi nos plus grands joueurs, on a Mendyl à Lille, En-Nesyri à Malaga et Nouader à Nancy. Tous les autres sont dans les clubs marocains,. »

#### Formation au Málaga CF (2015-2018)
Le 1er juillet 2015, Youssef En-Nesyri, âgé de dix-huit ans, est prêté au club espagnol du Málaga CF en 2015, puis acheté pour 125 000 euros en 2016.
Assigné à l'Atlético Malagueño, l'équipe réserve, il marque un but pour son premier match en quatrième division. Il est de nouveau buteur lors des trois matchs suivants, contre le CD Huétor Tájar, le River Melilla CF et le FC Vilafranca. Rapidement efficace, il totalise quatre buts en cinq matchs pour la saison 2015-2016 tandis que l'équipe échoue dans la quête de la promotion.
Intégré à l'équipe première lors de la pré-saison 2016-2017, il inscrit notamment un doublé en amical contre Algeciras. Il prolonge son contrat à la fin du mois d'août 2016 jusqu'en 2020, quelques jours avant de faire ses débuts professionnels en Liga contre l'Espanyol de Barcelone le 26 août. Il inscrit son premier but en septembre lors d'une victoire 2-1 contre la SD Eibar.
Lors du début de saison 2017-2018, toujours sous les ordres de Míchel, En-Nesyri continue de jouer des bouts de matchs et se met en évidence pour sa débauche d’énergie mais rarement par son efficacité. Les résultats redeviennent mauvais et Míchel est remercié par le club. Málaga continue de s’enfoncer dans la crise mais En-Nesyri se montre sous ses meilleurs jours. Pas encore fin techniquement, il se met à faire trembler les filets régulièrement en fin de saison. Bien plus souvent titulaire, il termine la saison avec quatre buts au compteur et une place parmi les 23 sélectionnés pour la Coupe du monde en Russie. Málaga est relégué en Segunda División et plusieurs clubs du championnat espagnol se montrent intéressés par le jeune international marocain : le Deportivo Alavés, la SD Eibar ou encore le CD Leganés sont les plus actifs.

#### CD Leganés (2018-2020)
La descente en deuxième division de Málaga met l'avenir d'En-Nesyri au club en péril et il est approché par le CD Leganés, qui évolue en Liga. Le 17 août 2018, il signe officiellement un contrat de cinq ans avec Leganés pour un montant de 10 millions d'euros, battant le record du plus grand achat du club. 

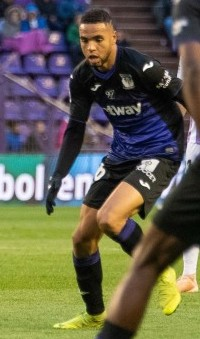
En-Nesyri en action avec le CD Leganés face au Real Valladolid en 2018.

Lors de la saison 2018-2019, Nabil El Zhar, son compatriote, prend le rôle de tuteur pour le buteur. En-Nesyri est en concurrence avec Guido Carrillo pour occuper le poste de buteur dans un système en 5-4-1. Le Marocain ne convainc pas et enchaîne les petites blessures musculaires. En novembre 2018, Mauricio Pellegrino, l’entraîneur de Leganés, parle surtout d’En-Nesyri comme d’un joueur pour le futur du club, non pour son présent. Il déclare : « Nous faisons confiance à Youssef. Il sera attaquant pendant de nombreuses années dans la Liga. En-Nesyri offre des alternatives différentes à Carrillo et Santos. Il a du talent et de la jeunesse. ». Le plus gros investissement de Leganés sur le marché des transferts joue peu et déçoit sur le pré. Peu inspiré, il ne semble pas faire la paire avec Carillo. En-Nesyri réalise tout de même un doublé en Copa del Rey face au Rayo Vallecano et marque un but face au Deportivo Alavés en Liga. Statistiquement faible comme avant-centre, il profite d'un changement de système de jeu pour tirer le meilleur de ses capacités après que Pellegrino ait choisi une attaque à deux pointes. Même si la cohabitation avec Carillo demeure difficile, En-Nesyri profite d'un temps de jeu conséquent.
Lors de la deuxième partie de la saison, En-Nesyri réalise des performances remarquées, inscrivant régulièrement des buts tout en délivrant également des passes décisives. Le 10 février 2019, il inscrit un triplé dans un match de championnat face au Real Betis. Le joueur est nommé pour le titre individuel de meilleur joueur du mois de février de la Liga aux côtés de Jaime Mata et Lionel Messi. À la fin de mois de février, En-Nesyri voit sa valeur marchande monter à la hauteur de 10 millions d'euros.

#### Séville FC (2020-2024)
Le 16 janvier 2020, En-Neysri signe un contrat de cinq ans au Séville FC pour la somme de 20 millions d'euros. Il porte le no 15 sous l'entraîneur Julen Lopetegui. 
Le 18 janvier, soit, deux jours plus tard, il fait ses débuts officiels en entrant en jeu à la 66e minute à la place de son compatriote Munir El Haddadi face au Real Madrid CF (défaite 2-1). Le 9 février, il inscrit son premier but sous les couleurs de Séville dans un match de championnat face au Celta de Vigo à l'extérieur. En-Nesyri joue son premier match en compétition continentale le 20 février à l'occasion d'un seizième de finale de Ligue Europa où il marque un but contre Cluj. Il finit la saison de Liga avec quatre buts pour Séville et huit buts au total en comptant sa première partie d'exercice à Leganés. Le 6 août, En-Nesyri marque un but en huitième de finale de Ligue Europa face à l'AS Rome qui assure la qualification du club en quart. Il remporte la compétition le 21 août après un succès 3-2 des Sévillans en finale contre l'Inter de Milan au cours duquel il entre en jeu.
Le 24 septembre 2020, En-Nesyri entre en jeu lors de la Supercoupe de l'UEFA contre le Bayern Munich. Alors que le score est de 1-1, le Marocain a l'occasion, à deux reprises, de marquer mais échoue face à Manuel Neuer. Séville s'incline finalement en prolongations mais la performance du joueur lui vaut de nombreuses critiques car ses occasions auraient pu changer le sort du match,. Il entame la saison 2020-2021 en Liga le 27 septembre en étant titularisé contre Cádiz. Quatre jours plus tard, entré en jeu en fin de match, En-Nesyri inscrit dans les arrêts de jeu l'unique but d'une victoire 1-0 aux dépens de Levante.
Le 9 janvier 2021, Youssef En-Nesyri marque un triplé contre la Real Sociedad pour la 20e journée du championnat d’Espagne.
Le 23 janvier 2021, il parvient à prendre la tête au classement des buteurs de Liga, grâce à un triplé contre Cadiz CF. Le 9 mars 2021, il est éliminé de la Ligue des champions après un match nul face au Borussia Dortmund, match dans lequel il marque les deux buts (match nul, 2-2). Cinq jours plus tard, il inscrit l'unique but du match lors du derby sévillan en championnat contre le Real Betis Balompié (victoire, 1-0). Le 17 mars, il marque pour le troisième match d'affilée contre Elche CF en championnat espagnol. Le 22 avril, il bat le record historique du meilleur buteur marocain en championnat espagnol, faisant tomber son compatriote Youssef El-Arabi du podium en marquant son 17e but de la saison contre le Levante UD. Absent lors des entraînements, Youssef En-Nesyri entre tout-de-même en jeu à la 56e minute à la place de Papu Gómez le 9 mai lors d'un match de championnat contre le Real Madrid (match nul, 2-2). Le 12 mai, il offre la victoire à son équipe grâce à son unique but du match à la 66e minute contre le Valence CF sur une passe décisive de Fernando Francisco Reges. Le 23 mai, il dispute son dernier match de la saison contre le Deportivo Alavés (victoire, 1-0). Il termine la saison à la quatrième place du championnat espagnol en y disputant 37 matchs et en marquant 18 buts (cinquième meilleur buteur du championnat). En Ligue des champions, il dispute neuf matchs et marque six buts.
Le 15 août 2021, il dispute son premier match de la saison 2021-2022 face au Rayo Vallecano, marque un but sur penalty à la 19e minute et délivre une passe décisive sur le but d'Erik Lamela à la 79e minute (victoire, 3-0). Il cède sa place à la 89e minute pour Nemanja Gudelj. Le 28 août 2021, il inscrit le but égalisateur en championnat grâce à une tête face à Elche CF (match nul, 1-1). Le 25 septembre, il marque un but face à l'Espanyol de Barcelone en championnat sur une passe décisive de Jesús Navas (victoire, 2-0). Le 29 avril, il inscrit un but à la 7e minute face à Cádiz CF en championnat (match nul, 1-1). Youssef En-Nesyri termine la saison 2021-22 à la quatrième place du championnat et est automatiquement qualifié en Ligue des champions pour la saison suivante. Au total, il comptabilise 23 matchs pour 5 buts et 2 passes décisives. Il dispute également deux matchs de Ligue des champions et quatre matchs de Ligue Europa.
Le 5 octobre 2022, il inscrit son premier but de la saison en Ligue des champions à domicile face au Borussia Dortmund en phase de poule grâce à une passe décisive d'Alex Telles (défaite, 1-4). À la suite de cette défaite, Julen Lopetegui est directement viré après le match. Un jour plus tard, Jorge Sampaoli est présenté comme nouvel entraîneur du FC Séville. Quelques semaines plus tard, le 25 octobre, il entre en jeu à la mi-temps en remplaçant Kasper Dolberg face au FC Copenhague en Ligue des champions et inscrit son deuxième but européen de la saison, avant de céder sa place à la 70e minute à Rafa Mir (victoire, 3-0).
En mars 2023, il remporte le prix du Joueur du mois de février en Espagne. En fin de saison 2022-2023, le 31 mai, il remporte la Ligue Europa après la séance des tirs au but après un match nul de 1-1 face à l'AS Rome,. En championnat, il termine la saison 2022-2023 à la douzième place du classement de La Liga.
Le 11 août 2023, il dispute son premier match de la saison 2023-2024 contre le Valence CF et inscrit par la même occasion son premier but (défaite, 1-2).

#### Fenerbahçe SK (depuis 2024)
Le 24 juillet 2024, il s'engage pour cinq saisons au Fenerbahçe SK pour un montant de 20 millions d'euros.

### Carrière en sélection

#### Débuts sous Hervé Renard et CAN 2017 (2016-2017)
Youssef En-Nesyri reçoit sa première convocation le 31 août 2016, à l'âge de dix-neuf ans, à l'occasion d'un match amical face à l'Albanie dans lequel il est titularisé en tant qu'ailier droit sous le numéro 20 et remplacé à la 90e minute par Mourad Batna (0-0). Le 4 septembre 2016, il dispute son premier match officiel face à Sao Tomé-et-Principe, dans lequel il est titularisé en tant qu'attaquant pointe en héritant du numéro 9, à l'occasion d'un match comptant pour les qualifications à la Coupe d'Afrique 2017 (victoire, 2-0). Le 11 octobre 2016, il délivre sa première passe décisive en sélection à l'occasion d'un match amical face au Canada, sur le deuxième but inscrit par Hakim Ziyech à la 65e minute (victoire, 4-0). Il prend également part à deux matchs comptant pour les éliminatoires de la Coupe du monde 2018, le premier en octobre face au Gabon (match nul, 0-0) et le deuxième face à la Côte d'Ivoire (match nul, 0-0).
Testé lors de deux matchs amicaux : le premier le 15 novembre 2016 face au Togo (victoire, 2-1) et le deuxième le 9 janvier 2017 face à la Finlande (défaite, 0-1), il est finalement repris par Hervé Renard pour prendre part à la Coupe d'Afrique des nations 2017. En phase de groupe, En-Nesyri marque son premier but en sélection contre le Togo durant une victoire qui se solde sur le score de 3-1. Lors du troisième match de phase de groupe, il délivre une passe décisive sur l'unique but du match inscrit par Rachid Alioui à la 64e minute. Le Maroc est éliminé par l'Égypte en quarts de finale, match disputé en intégralité par l'attaquant. Le Maroc dispute la compétition avec plusieurs absences, notamment Hakim Ziyech, Younès Belhanda et Nordin Amrabat.

#### Qualifications et Coupe du monde 2018: Fin d'une absence de vingt ans (2017-2018)
Peu après l'élimination du Maroc en Coupe d'Afrique 2017, l'objectif de la sélection marocaine et de son sélectionneur est une qualification en Coupe du monde 2018 qui se déroule en Russie. En mars 2017, il prend part à trois matchs amicaux : le Burkina Faso (victoire, 2-0), la Tunisie (victoire, 1-0) et les Pays-Bas (défaite, 1-2). Absent de la sélection lors de la trêve de septembre pour une double confrontation face au Mali, comptant pour les qualifications à la Coupe du monde 2018 (victoire, 6-0 et match nul, 0-0), il rejoint le Maroc -20 ans en novembre pour un match amical face à l'Italie -20 ans (défaite, 4-0). Le 11 novembre 2017, à l'occasion du match barrage retour face à la Côte d'Ivoire qualifiant le vainqueur à la Coupe du monde 2018 au Stade Félix-Houphouët-Boigny à Abidjan, il s'absente de la liste de Hervé Renard pour laisser place à Khalid Boutaïb. Le Maroc remporte ce match sur le score de 0-2 et est officiellement qualifié à la Coupe du monde 2018, après vingt ans d'absence. Repris parmi les 23 sélectionnés de Hervé Renard pour prendre part à la Coupe du monde 2018 en Russie, Youssef En-Nesyri signe son retourne en sélection lors de la trêve internationale de mai 2018 pour affronter trois nations en amical : l'Ukraine (match nul, 0-0), la Slovaquie (victoire, 1-2) et l'Estonie (victoire, 1-3). En trois matchs, En-Nesyri ne dispute que 45 minutes face à l'Estonie, inscrivant le troisième but du match grâce à une passe décisive de Younès Belhanda au A. Le Coq Arena de Tallinn.

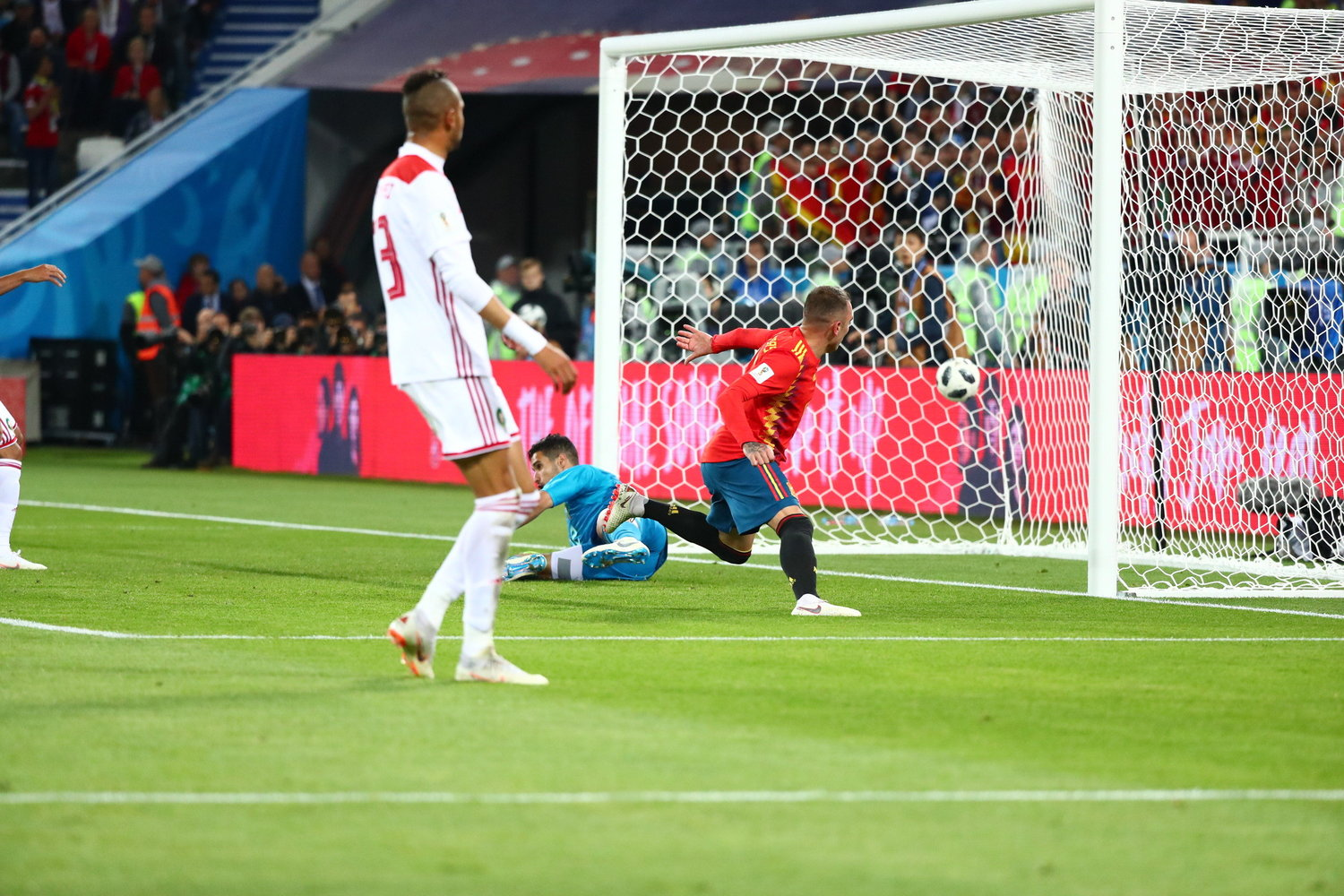
En-Nesyri lorsque le Maroc encaisse un but en Coupe du monde 2018 par l'Espagne.

Mis sur le banc lors des deux premiers matchs face à l'Iran (défaite, 0-1) et le Portugal (défaite, 0-1), c'est Khalid Boutaïb qui prend la place de titulaire et Aziz Bouhaddouz de doublure. Le 25 juin 2018, alors qu'il n'y a plus aucun enjeu à l'occasion du troisième match face à l'Espagne, En-Nesyri remplace Boutaïb à la 72e minute et inscrit neuf minutes plus tard un but d’un coup de tête sur un corner tiré par Fayçal Fajr. Lors de ce but, En-Nesyri surprend Sergio Ramos dans un duel aérien gagné avec un différentiel de 17 centimètres séparant les deux hommes. Le match se solde sur un match nul de 2-2. Youssef En-Nesyri déclare en fin de match : « Je suis très content de notre prestation, de nos efforts et surtout du but que j’ai marqué. Je voudrais l’offrir à tous les Marocains. Lorsque tu joues contre une grande équipe, ancienne championne du monde, tu es obligé de tout donner pour te sauver. ». 

#### Qualifications et CAN 2019: Désillusion face au Bénin (2018-2019)
Un match après l'élimination de Coupe du monde, En-Nesyri gagne la confiance de Hervé Renard et est titularisé dans les qualifications à la Coupe d'Afrique 2019, à l'occasion d'un match l'opposant au Malawi. Lors de ce match, En-Nesyri inscrit deux buts du pied gauche sur des passes décisives d'Achraf Hakimi et Nordin Amrabat (victoire 3-0). Auteur d'aucun autre but dans les matchs qui suivent (double confrontation face aux Comores et Cameroun), sa régularité est remise en question par le sélectionneur. Le 20 novembre 2018, il est titularisé en amical face à la Tunisie et marque l'unique but du match grâce à un tir du pied gauche au Stade olympique de Radès. Victime d'une blessure au genou, il manque le match de qualification retour face au Malawi (match nul, 0-0) et un match amical face à l'Argentine (défaite, 0-1). Cependant, il retourne en sélection en juin 2019 pour deux matchs de préparation : la Gambie (défaite, 0-1) face auquel il dispute 45 minutes et la Zambie (défaite, 2-3) dans lequel il délivre une passe décisive sur le deuxième but marocain inscrit par Hakim Ziyech. Les prestations et le niveau des joueurs marocains lors de cette trêve internationale, est alors remise en question par la presse et les supporters, à quelques jours du début de la compétition. 
Ayant gagné une place de titulaire dans le onze type de Hervé Renard, En-Nesyri est l'attaquant pointe titulaire à la Coupe d'Afrique des nations 2019. Victorieux lors du premier match face à la Namibie, le 28 juin 2019, lors du deuxième match de phase de groupe, il marque un but important qui permet au Maroc de se qualifier en huitièmes de finale de la compétition grâce à une victoire face à la Côte d'Ivoire. Les Marocains assurent lors du troisième match face à l'Afrique du Sud avec une troisième victoire. Le 5 juillet, lors du huitième de finale face au Bénin, En-Nesyri égalise pour le Maroc à la 75e minute, but qui n'empêche pas l'élimination des Marocains après les tirs au but (1-4). Lors de la séance des tirs au but, il manque son penalty, ce qui met fin au parcours des Lions de l'Atlas. Quelques jours après la désillusion du Maroc lors de cette CAN, le 21 juillet 2019, Hervé Renard présente sa démission au sein de la Fédération royale marocaine de football.

#### Qualifications au Mondial 2022 et CAN 2021: L'ère Halilhodžić (2019-2022)
Le 15 août 2019, Vahid Halilhodžić est présenté par le président Fouzi Lekjaa comme le nouveau sélectionneur de l'équipe du Maroc.
En-Nesyri manque le premier rassemblement des Marocains sous le nouveau sélectionneur, pour rejoindre le Maroc olympique et son sélectionneur Patrice Beaumelle disputer une double confrontation contre le Mali olympique comptant pour les qualifications aux Jeux olympiques d'été de 2020 au Japon. Le 7 septembre 2019, il est titularisé et inscrit un but à la 50e minute sur une passe décisive de Mohamed El Mourabit (match nul, 0-0). En octobre 2019, il fait sa première apparition sous Vahid à l'occasion de deux matchs amicaux : la Libye (match nul, 1-1) et le Gabon (défaite, 2-3). Un mois plus tard ont lieu les premiers matchs de qualifications à la Coupe d'Afrique 2021 contre la Mauritanie (match nul, 0-0) et le Burundi (victoire, 0-3). Face au Burundi, En-Nesyri inscrit le deuxième but du match grâce à une passe décisive de Hakim Ziyech
Après une période de pandémie de Covid-19 qui a duré près d'un an, En-Nesyri retourne en sélection en octobre 2020 pour deux matchs amicaux : le Sénégal (victoire, 3-1), face auquel il inscrit un but sur une passe décisive d'Aymen Barkok et la République démocratique du Congo (match nul, 1-1). Le 17 novembre 2020, il inscrit son deuxième but dans la phase des qualifications à la Coupe d'Afrique 2021 face à la République centrafricaine (victoire, 0-2). Le reste des qualifications à la CAN 2021 se soldent sur un match nul face à la Mauritanie en match retour et une victoire de 1-0 face au Burundi, au Complexe sportif Moulay-Abdallah, qualifiant ainsi les Marocains en Coupe d'Afrique 2021. L'équipe du Maroc termine à la première place de son groupe.
Le 23 décembre 2021, il figure officiellement dans la liste des 28 joueurs sélectionnés de Vahid Halilhodžić pour la Coupe d'Afrique des nations 2021 au Cameroun. Le 25 janvier 2022, à l'occasion des huitièmes de finale face au Malawi, il marque son premier but de la compétition, de la tête, dans les minutes additionnels de la première mi-temps. Il cède sa place à la 88e minute à Zakaria Aboukhlal, remporte le match sur le score de 2-1 et file en quarts de finale. Le 30 janvier 2022, il est titularisé en quarts de finale face à l'Égypte, adversaire face auquel le Maroc mène un zéro à la mi-temps grâce à un but sur penalty de Sofiane Boufal la 7e minute,. Lors de ce match, il cède sa place à la 86e minute à Ryan Mmaee sur le score de un but partout. En prolongation, le Maroc encaisse un but à la 100e minute et se voit éliminé de la Coupe d'Afrique (défaite, 2-1),,,.
N'ayant disputé que 88 minutes dans la phase qualificative à la Coupe du monde 2022 (face au Soudan), En-Nesyri participe le 25 mars 2022 à un match aller de barrage face à la République démocratique du Congo à Kinshasa en disputant 70 minutes (match nul, 1-1). L'unique but marocain est inscrit par Tarik Tissoudali. En-Nesyri s'absente pour le match retour au Stade Mohammed-V de Casablanca pour laisser place à Tarik Tissoudali et Ryan Mmaee (victoire, 4-1). Les Marocains sont alors officiellement qualifiés à la Coupe du monde 2022 qui a lieu au Qatar.
Le 25 mai 2022, il est convoqué pour un match de préparation à la Coupe du monde 2022 face aux États-Unis ainsi que deux autres matchs qualificatifs à la CAN 2023 face à l'Afrique du Sud et au Liberia. Le 1er juin 2022, il entre en jeu à la 65e minute à la place d'Ayoub El Kaabi en amical face aux États-Unis à Cincinnati et fait l'expérience d'une première grande défaite en sélection (défaite, 3-0),. Le 9 juin, il débute en tant que titulaire à l'occasion du premier match des éliminatoires de la Coupe d'Afrique 2023 face à l'Afrique du Sud et remporte difficilement le match sur le score de 2-1,,. Il est remplacé à la 91e minute par Fayçal Fajr. Le 13 juin, il est titularisé face au Liberia et marque un but à la 57e minute sur une passe décisive d'Azzedine Ounahi. Il remporte le match sur le score de 0-2 et est quasiment qualifié à la Coupe d'Afrique 2023,. 

#### Walid Regragui et Coupe du monde 2022 (depuis 2022)
Le 12 septembre 2022, il reçoit une convocation du nouveau sélectionneur du Maroc Walid Regragui pour un stage de préparation à la Coupe du monde 2022 à Barcelone et Séville pour deux confrontations amicaux, notamment face au Chili et au Paraguay,. Le 23 septembre 2022, à l'occasion du premier match du sélectionneur Walid Regragui face au Chili au Stade Cornellà-El Prat, il est titularisé et dispute 67 minutes avant d'être remplacé par Walid Cheddira. En fin de match, le terrain est envahit par les supporters après le coup de sifflet final (victoire, 2-0),. Le 27 septembre 2022, à l'occasion du deuxième match de la trêve internationale face au Paraguay, il est mis sur le banc pendant 90 minutes au Stade Benito-Villamarín (match nul, 0-0).
Le 10 novembre 2022, il figure officiellement dans la liste des 26 joueurs sélectionnés par Walid Regragui pour prendre part à la Coupe du monde 2022 au Qatar. Le 17 novembre 2022, à quelques jours du Mondial, il est titularisé en amical face à la Géorgie à Sharjah aux Émirats arabes unis, dans le cadre du seul match de préparation avant la Coupe du monde 2022 (victoire, 3-0). Lors de ce match, il inscrit le premier but du match sur une tête, grâce à un centre de Hakim Ziyech. Utilisé par Regragui comme un élément titulaire dans le onze marocain, Boufal dispute tous les matchs de poule en étant titularisé, notamment face à la Croatie (match nul, 0-0), la Belgique (victoire, 2-0) et le Canada (victoire, 2-1). Face aux Canadiens, il est buteur sur le 2-0. Arrivés premiers du groupe avec sept points, les Marocains disputent les huitièmes de finale face à l'Espagne, qu'ils éliminent après une séance de penaltys (victoire aux tab, 3-0). En quarts de finale face au Portugal, les Marocains réalisent l'exploit grâce à un but de Youssef En-Nesyri (victoire, 1-0). En-Nesyri devient ainsi le premier marocain a marquer dans deux Coupes du monde différentes (Russie 2018 et Qatar 2022). Les Marocains voient le bout du tunnel après une défaite de 2-0 en demi-finale face à la France. Le 17 décembre 2022, à l'occasion du match de la troisième place face à la Croatie, les Marocains perdent à nouveau sur le score de 2-1 et héritent de la quatrième place de la compétition derrière l'Argentine, la France et la Croatie. Le 20 décembre 2022, à l'occasion de son retour du Qatar, il est invité avec ses coéquipiers au Palais royal de Rabat par le roi Mohammed VI, le prince Hassan III et Moulay Rachid pour être officiellement décoré Ordre du Trône, héritant du grade officier,,,.

#### Coupe d'Afrique 2023: Huitième-de-finaliste
Le 25 mars 2023, les Marocains font leur retour à domicile et sont accueillis par 65 000 supporters au Stade Ibn-Batouta de Tanger à l'occasion d'un match amical face au Brésil (victoire, 2-1),,. Youssef En-Nesyri est titularisé et dispute 76 minutes avant de céder sa place à Walid Cheddira, qui entre et délivre une passe décisive sur le but victorieux d'Abdelhamid Sabiri. Cette victoire du Maroc entre dans l'histoire et l'équipe du Maroc devient la première équipe arabe de l'histoire à battre le Brésil. Ce match bat également une audience record au sein de la population marocaine locale avec au moins 10 millions de téléspectateurs,. Trois jours plus tard face au Pérou, il est de nouveau titularisé avant de céder sa place à la 75e minute à Abderrazak Hamed-Allah. Le match se termine sur un match nul au Stade Metropolitano de Madrid (0-0),.
Sélectionné en septembre 2023, le premier match contre le Liberia, entrant dans le cadre des qualifications à la CAN 2023, est annulé et reporté à la suite du séisme du Maroc,. Cependant, le deuxième match prévu en amical contre le Burkina Faso est maintenu et joué au Stade Bollaert-Delelis de Lens,. Lors de ce match, il est titularisé et cède sa place à la 86e minute à Ayoub El Kaabi (victoire, 1-0),.
Le 28 décembre 2023, il est retenu dans la liste des vingt-sept joueurs marocains sélectionnés par Walid Regragui pour disputer la Coupe d'Afrique des nations 2023 (CAN 2023),,. Le 17 janvier 2024, lors de la CAN 2023, En-Nesyri joue son premier match du tournoi, contribuant à la victoire du Maroc 3-0 contre la Tanzanie au Stade Laurent Pokou de San-Pédro, dans laquelle il est l'auteur du troisième but inscrit grâce à une passe décisive d'Achraf Hakimi,. Au cours du tournoi, le Maroc concède ensuite un match nul 1-1 contre la République démocratique du Congo, une rencontre notée pour une altercation générale en fin de match,. Durant cet incident, son coéquipier Yassine Bounou est filmé en train d'intervenir pour empêcher une escalade entre En-Nesyri et Chancel Mbemba dans les couloirs,,. En huitièmes de finale, les Lions de l'Atlas sont éliminés par l'Afrique du Sud sur un score de 2-0.

## Style de jeu et personnalité
Attaquant pointe complet et adepte du pressing sur la défense adverse, Youssef En-Nesyri se démarque de son efficacité en jeu de tête. Mesurant 1 mètre 89, son physique maigre lui permet d'être athlétique dans les sauts en hauteur. Il peut jouer en no 9 ou ailier gauche, ses principales qualités étant une bonne finition et une vision du jeu sans ballon au-dessus de la moyenne. Physiquement, le joueur marocain se montre aussi précieux dans les duels et à la récupération malgré son poste offensif. Ses retours défensifs lors des contre-attaques adverses le différent des autres attaquants pointes, notamment grâce à sa vitesse de sprint. Dans un collectif avant tout ultra solide défensivement au FC Séville, mais souvent en panne d’inspiration devant, le Marocain apporte une étincelle quasi unique.
En déficit technique, il s'impose dans la discipline, dans la flexibilité, l'intensivité et détermination lors des entraînements. Il est décrit par Bakary Koné avec une remarquable anecdote : « En Espagne, quand tu es jeune et que tu mets beaucoup de puissance, beaucoup d’envie, ça ne passe pas toujours bien avec les anciens. Avec certains, tu n’as pas trop le droit de les toucher à l’entraînement (...) Mais lui continuait toujours de presser et d’aller au duel. Il y a eu plusieurs accrochages à cause de ça. Je me rappelle une fois avec Weligton, un Brésilien. Ça avait bien chauffé entre les deux après un contact. On a calmé un peu l’histoire, mais Youssef n’avait rien fait de mal. Il était juste allé au duel, comme il le fait toujours ».
En dehors du terrain, Youssef En-Nesyri est perçu comme quelqu'un de discret par ses coéquipiers. Son ancien coéquipier Bakary Koné décrit En-Nesyri comme étant « quelqu'un qui essayait de faire des petites blagues en français avec nous, mais son français n’était pas si bon. J’échangeais avec lui pour le faire progresser. ». Youssef En-Nesyri a une facilité à s'adapter lorsqu'il est coéquipier d'un compatriote marocain pour la communication.

## Statistiques

### Statistiques détaillées
| Saison                | Club                  | Championnat           | Championnat | Championnat | Championnat | Coupe(s) nationale(s) | Coupe(s) nationale(s) | Coupe(s) nationale(s) | Compétition(s) continentale(s) | Compétition(s) continentale(s) | Compétition(s) continentale(s) | Compétition(s) continentale(s) | Autres compétitions | Autres compétitions | Autres compétitions | Autres compétitions | Maroc | Maroc | Maroc | Total | Total | Total |
| Saison                | Club                  | Division              | M.          | B.          | P.d.        | M.                    | B.                    | P.d.                  | Comp.                          | M.                             | B.                             | P.d.                           | Comp.               | M.                  | B.                  | P.d.                | M.    | B.    | P.d.  | M.    | B.    | P.d.  |
| 2015-2016             | Atlético Malagueño    | Tercera División      | 5           | 3           | -           | -                     | -                     | -                     | -                              | -                              | -                              | -                              | BR                  | 2                   | 1                   | 0                   | -     | -     | -     | 7     | 4     | 0     |
| 2016-2017             | Atlético Malagueño    | Tercera División      | 4           | 5           | -           | -                     | -                     | -                     | -                              | -                              | -                              | -                              | BR                  | 1                   | 0                   | 0                   | -     | -     | -     | 5     | 5     | 0     |
| Sous-total            | Sous-total            | Sous-total            | 9           | 8           | -           | -                     | -                     | -                     | -                              | -                              | -                              | -                              | -                   | 3                   | 1                   | 0                   | -     | -     | -     | 12    | 9     | 0     |
| 2016-2017             | Málaga CF             | LaLiga                | 13          | 1           | 1           | 2                     | 0                     | 0                     | -                              | -                              | -                              | -                              | -                   | -                   | -                   | -                   | 14    | 1     | 1     | 29    | 2     | 2     |
| 2017-2018             | Málaga CF             | LaLiga                | 25          | 4           | 0           | 1                     | 0                     | 0                     | -                              | -                              | -                              | -                              | -                   | -                   | -                   | -                   | 2     | 2     | 0     | 28    | 6     | 0     |
| Sous-total            | Sous-total            | Sous-total            | 38          | 5           | 1           | 3                     | 0                     | 0                     | -                              | -                              | -                              | -                              | -                   | -                   | -                   | -                   | 16    | 3     | 1     | 57    | 8     | 2     |
| 2018-2019             | CD Leganés            | LaLiga                | 31          | 9           | 2           | 3                     | 2                     | 0                     | -                              | -                              | -                              | -                              | -                   | -                   | -                   | -                   | 10    | 5     | 0     | 44    | 16    | 2     |
| 2019-2020             | CD Leganés            | LaLiga                | 18          | 4           | 2           | 1                     | 0                     | 0                     | -                              | -                              | -                              | -                              | -                   | -                   | -                   | -                   | 4     | 1     | 0     | 23    | 5     | 2     |
| Sous-total            | Sous-total            | Sous-total            | 49          | 13          | 4           | 4                     | 2                     | 0                     | -                              | -                              | -                              | -                              | -                   | -                   | -                   | -                   | 14    | 6     | 0     | 67    | 21    | 4     |
| 2019-2020             | Séville FC            | LaLiga                | 18          | 4           | 0           | 2                     | 0                     | 0                     | C3                             | 6                              | 2                              | 0                              | -                   | -                   | -                   | -                   | -     | -     | -     | 26    | 6     | 0     |
| 2020-2021             | Séville FC            | LaLiga                | 38          | 18          | 0           | 5                     | 0                     | 0                     | C1                             | 8                              | 6                              | 0                              | SU                  | 1                   | 0                   | 0                   | 7     | 2     | 0     | 59    | 26    | 0     |
| 2021-2022             | Séville FC            | LaLiga                | 23          | 5           | 2           | 0                     | 0                     | 0                     | C1+C3                          | 2+4                            | 0+0                            | 0+0                            | -                   | -                   | -                   | -                   | 9     | 3     | 0     | 38    | 8     | 2     |
| 2022-2023             | Séville FC            | LaLiga                | 31          | 8           | 1           | 4                     | 4                     | 0                     | C1+C3                          | 4+9                            | 2+4                            | 0+0                            | -                   | -                   | -                   | -                   | 13    | 3     | 0     | 61    | 21    | 1     |
| 2023-2024             | Séville FC            | LaLiga                | 33          | 16          | 2           | 1                     | 1                     | 0                     | C1                             | 6                              | 2                              | 0                              | SU                  | 1                   | 1                   | 0                   | 10    | 1     | 0     | 51    | 21    | 2     |
| Sous-total            | Sous-total            | Sous-total            | 143         | 51          | 5           | 12                    | 5                     | 0                     | -                              | 39                             | 16                             | 0                              | -                   | 2                   | 1                   | 0                   | 39    | 9     | 0     | 235   | 82    | 5     |
| 2024-2025             | Fenerbahçe SK         | Süper Lig             | 34          | 20          | 4           | 4                     | 4                     | 1                     | C1+C3                          | 2+11                           | 0+6                            | 0                              | -                   | -                   | -                   | -                   | 6     | 2     | 1     | 57    | 32    | 6     |
| 2025-2026             | Fenerbahçe SK         | Süper Lig             | 1           | 0           | 0           | -                     | -                     | -                     | C1                             | 2                              | 1                              | 1                              | -                   | -                   | -                   | -                   | -     | -     | -     | 3     | 1     | 1     |
| Sous-total            | Sous-total            | Sous-total            | 35          | 20          | 4           | 4                     | 4                     | 1                     | -                              | 14                             | 7                              | 1                              | -                   | -                   | -                   | -                   | 6     | 2     | 1     | 59    | 33    | 7     |
| Total sur la carrière | Total sur la carrière | Total sur la carrière | 274         | 97          | 13          | 23                    | 11                    | 1                     | -                              | 54                             | 23                             | 1                              | -                   | 5                   | 2                   | 0                   | 75    | 20    | 2     | 431   | 153   | 17    |

### En sélection
Le tableau suivant liste les rencontres de l'équipe du Maroc dans lesquelles Youssef En-Nesyri a été sélectionné depuis le 31 août 2016 jusqu'à présent.

### Buts internationaux
| Buts internationaux de Youssef En-Nesyri | Buts internationaux de Youssef En-Nesyri | Buts internationaux de Youssef En-Nesyri       | Buts internationaux de Youssef En-Nesyri | Buts internationaux de Youssef En-Nesyri | Buts internationaux de Youssef En-Nesyri | Buts internationaux de Youssef En-Nesyri | Buts internationaux de Youssef En-Nesyri | Buts internationaux de Youssef En-Nesyri | Buts internationaux de Youssef En-Nesyri |
| 0                                        | Date                                     | Lieu                                           | Compétition                              | Résultat                                 | Adversaire                               | Détail                                   | Détail                                   | Détail                                   | Sél.                                     |
| ---------------------------------------- | ---------------------------------------- | ---------------------------------------------- | ---------------------------------------- | ---------------------------------------- | ---------------------------------------- | ---------------------------------------- | ---------------------------------------- | ---------------------------------------- | ---------------------------------------- |
| 1er                                      | 20 janvier 2017                          | Stade d'Oyem, Oyem, Gabon                      | CAN 2017                                 | V 3-1                                    | Togo                                     | 72e                                      | p. gauche                                | 3-1                                      | 8e                                       |
| 2e                                       | 9 juin 2018                              | A. Le Coq Arena, Tallinn, Estonie              | Match amical                             | V 1-3                                    | Estonie                                  | 72e                                      | p. gauche                                | 0-3                                      | 15e                                      |
| 3e                                       | 25 juin 2018                             | Baltika Arena, Kaliningrad, Russie             | Coupe du monde 2018                      | N 2-2                                    | Espagne                                  | 81e                                      | de la tête                               | 1-2                                      | 16e                                      |
| 4e                                       | 8 septembre 2018                         | Stade Mohammed-V, Casablanca, Maroc            | Éliminatoires de la CAN 2019             | V 3-0                                    | Malawi                                   | 42e                                      | p. gauche                                | 2-0                                      | 17e                                      |
| 5e                                       | 8 septembre 2018                         | Stade Mohammed-V, Casablanca, Maroc            | Éliminatoires de la CAN 2019             | V 3-0                                    | Malawi                                   | 78e                                      | p. gauche                                | 3-0                                      | 17e                                      |
| 6e                                       | 20 novembre 2018                         | Stade olympique de Radès, Tunis, Tunisie       | Match amical                             | V 0-1                                    | Tunisie                                  | 41e                                      | p. gauche                                | 0-1                                      | 21e                                      |
| 7e                                       | 28 juin 2019                             | Stade Al Salam, Le Caire, Égypte               | CAN 2019                                 | V 1-0                                    | Côte d'Ivoire                            | 23e                                      | p. gauche                                | 1-0                                      | 24e                                      |
| 8e                                       | 28 juin 2019                             | Stade Al Salam, Le Caire, Égypte               | CAN 2019                                 | N 1-1                                    | Bénin                                    | 75e                                      | p. gauche                                | 1-1                                      | 26e                                      |
| 9e                                       | 19 novembre 2019                         | Stade Intwari, Bujumbura, Burundi              | Éliminatoires de la CAN 2021             | V 3-0                                    | Burundi                                  | 39e                                      | p. droit                                 | 0-2                                      | 30e                                      |
| 10e                                      | 9 octobre 2020                           | Complexe sportif Moulay-Abdallah, Rabat, Maroc | Match amical                             | V 3-1                                    | Sénégal                                  | 71e                                      | p. gauche                                | 2-0                                      | 31e                                      |
| 11e                                      | 17 novembre 2020                         | Stade de la Réunification, Douala, Cameroun    | Éliminatoires de la CAN 2021             | V 0-2                                    | République centrafricaine                | 90e                                      | p. gauche                                | 0-2                                      | 33e                                      |
| 12e                                      | 25 janvier 2022                          | Stade Ahmadou-Ahidjo, Yaoundé, Cameroun        | CAN 2021                                 | V 1-2                                    | Malawi                                   | 45e                                      | de la tête                               | 1-1                                      | 41e                                      |
| 13e                                      | 9 juin 2022                              | Complexe sportif Moulay-Abdallah, Rabat, Maroc | Éliminatoires de la CAN 2023             | V 2-1                                    | Afrique du Sud                           | 51e                                      | de la tête                               | 1-1                                      | 45e                                      |
| 14e                                      | 13 juin 2022                             | Stade Mohammed-V, Casablanca, Maroc            | Éliminatoires de la CAN 2023             | V 0-2                                    | Liberia                                  | 57e                                      | p. gauche                                | 0-2                                      | 46e                                      |
| 15e                                      | 17 novembre 2022                         | Stade de Sharjah, Sharjah, Emirats arabes unis | Match amical                             | V 3-0                                    | Géorgie                                  | 5e                                       | de la tête                               | 1-0                                      | 48e                                      |
| 16e                                      | 1er décembre 2022                        | Stade Al-Thumama, Doha, Qatar                  | Coupe du monde 2022                      | V 1-2                                    | Canada                                   | 23e                                      | p. droit                                 | 0-2                                      | 51e                                      |
| 17e                                      | 10 décembre 2022                         | Stade Al-Thumama, Doha, Qatar                  | Coupe du monde 2022                      | V 1-0                                    | Portugal                                 | 42e                                      | de la tête                               | 1-0                                      | 53e                                      |
| 18e                                      | 11 janvier 2024                          | Stade Laurent Pokou, San-Pédro, Côte d'Ivoire  | Match amical (hors-FIFA)                 | V 3-1                                    | Sierra Leone                             | 30e                                      | -                                        | 1-0                                      | -                                        |
| 19e                                      | 11 janvier 2024                          | Stade Laurent Pokou, San-Pédro, Côte d'Ivoire  | Match amical (hors-FIFA)                 | V 3-1                                    | Sierra Leone                             | 55e                                      | -                                        | 3-0                                      | -                                        |
| 20e                                      | 17 janvier 2024                          | Stade Laurent Pokou, San-Pédro, Côte d'Ivoire  | CAN 2023                                 | V 3-0                                    | Tanzanie                                 | 80e                                      | p. gauche                                | 3-0                                      | 64e                                      |
| 21e                                      | 15 octobre 2024                          | Stade d'honneur d'Oujda, Oujda, Maroc          | Éliminatoires de la CAN 2025             | V 0-4                                    | Centrafrique                             | 50e                                      | p. droit                                 | 0-4                                      | 76e                                      |
| 22e                                      | 15 novembre 2024                         | Stade d'Angondjé, Libreville, Gabon            | Éliminatoires de la CAN 2025             | V 1-5                                    | Gabon                                    | 81e                                      | p. droit                                 | 1-4                                      | 77e                                      |
| 23e                                      | 18 novembre 2024                         | Stade d'honneur d'Oujda, Oujda, Maroc          | Éliminatoires de la CAN 2025             | V 7-0                                    | Lesotho                                  | 68e                                      | de la tête                               | 6-0                                      | 78e                                      |

## Palmarès
Youssef En-Nesyri a connu une ascension impressionnante dans le monde du football. À partir de 2018, lorsqu'il rejoint le CD Leganés, il commence à se démarquer en remportant plusieurs distinctions personnelles. En 2019, il est nommé meilleur joueur du mois de février, et ses performances tout au long de la saison lui permettent de décrocher le titre de meilleur joueur de la saison du club. À partir de 2020, il s'impose comme l'un des meilleurs attaquants en Liga espagnole et remporte la Ligue Europa en 2020, bien que la Supercoupe de l'UEFA lui échappe face au Bayern Munich. La saison 2020-2021 le consacre parmi les cinq meilleurs buteurs en Espagne, et il est régulièrement nommé dans les équipes-types du mois, tant en Liga qu'en Afrique et au Maghreb, par des publications prestigieuses telles que France Football et L'Équipe. Il a de nouveau remporté la Ligue Europa en 2023, et il a été finaliste de la Supercoupe de l'UEFA la même année.
Le palmarès en club de Youssef En-Nesyri compte deux titres majeurs : deux victoires en Ligue Europa, en 2020 et 2023, avec le Séville FC, ainsi que deux finales de la Supercoupe de l'UEFA en 2020 et 2023.
En plus de ses réalisations en club, Youssef En-Nesyri a également été honoré individuellement à plusieurs reprises. Il a été nommé meilleur joueur de la saison du CD Leganés en 2019 et a été membre de l'équipe-type du mois de la Liga en janvier 2021. Il a également remporté le titre de Joueur du mois en Liga en janvier 2021 et avril 2023 . Ses performances exceptionnelles ont été reconnues par le CD Leganés, où il a été nommé Joueur du mois en janvier et février 2019. En outre, il a été honoré en tant que Joueur du mois au Séville FC en février 2023, avril 2023 et août 2023.
En-Nesyri a également été membre de l'équipe-type des Africains en 2021 selon France Football, et en 2023, il a été couronné meilleur joueur marocain par l'Union marocaine des footballeurs professionnels,. Il a également été inclus dans l'équipe-type du Maghreb en 2021, 2022 et 2023 par L'Équipe. L'ensemble de ces réalisations témoigne du talent et de la réussite impressionnants de Youssef En-Nesyri dans le monde du football.
En 2025, il est meilleur buteur de l’année, à égalité avec Ousmane Dembelé (situation en février)
| Séville FC (2) :                                                                                | Distinctions personnelles | Fenerbahçe SK                                 |
| ----------------------------------------------------------------------------------------------- | --- | --------------------------------------------- |
| - Ligue Europa (2) - Vainqueur : 2020 et 2023 - Supercoupe de l'UEFA - Finaliste : 2020 et 2023 | - Meilleur joueur de la saison du CD Leganés en 2019 ; - Membre de l'équipe-type du mois de la liga en janvier 2021 ; - Joueur du mois en Liga en janvier 2021 et avril 2023 ; - Joueur du mois au CD Leganés: janvier 2019 et février 2019 ; - Joueur du mois au Séville FC: février 2023, avril 2023 et août 2023 ; - Membre de l'équipe-type des Africains en 2021 par France Football ; - Meilleur joueur marocain décerné par Union marocaine des footballeurs en 2023 ; - Membre de l'équipe-type du Maghreb en 2021, 2022 et 2023 par L'Équipe ; | - Championnat de Turquie Vice-champion : 2025 |

## Décorations
- Officier de l'ordre du Trône — Le 20 décembre 2022, il est décoré officier de l'ordre du Wissam al-Arch[111] — ordre du Trône[112] — par le roi Mohammed VI au Palais royal de Rabat.

### Sources
- « Mondial: En-Nesyri, roi du Maroc, héros de l'Afrique », RTL Info,‎ 10 décembre 2022 (lire en ligne)